# Isolepis gaudichaudiana
Isolepis gaudichaudiana är en halvgräsart som beskrevs av Carl Sigismund Kunth. Isolepis gaudichaudiana ingår i släktet borstsävssläktet, och familjen halvgräs. Inga underarter finns listade i Catalogue of Life.